# Смугаста акула струнка
Смугаста акула струнка (Paragaleus randalli) — акула з роду Смугаста акула родини Великоокі акули.

## Опис
загальна довжина досягає 48,3 см. Проте є відомості про 75 см, на думку іхтіологів може сягати 81-85 см. Голова довга. Очі великі, овальні, з мигательною перетинкою. За ними розташовані невеликі бризкальця. Рот широкий, дугоподібний. Зуби на верхній щелепі широкі. На нижній — вузькі, з 3 боковими верхівками на передніх зубах. У неї 5 пар зябрових щілин, які далеко відставлені одна від одної. Тулуб тонкий, стрункий, поступово звужується до хвоста. Грудні плавці великі, довгі, загострені на кінці. Має 2 спинних плавця. Передній спинний плавець більше за задній. Розташовано між грудними та черевними плавцями. Задній спинний плавець — дещо попереду анального. Задній спинний плавець більш ніж в інших акул цього роду. Хвіст вузький. Хвостовий плавець гетероцеркальний, верхня лопать довша за нижню.
Забарвлення спини сіре. Черево має білий колір. Кінчики заднього спинного та хвостового плавців мають темні смужки.

## Спосіб життя
Тримається на глибинах до 18 м. Воліє до прибережних вод, мілини. Живиться дрібною костистою рибою, головоногими молюсками, личинками морських тварин.
Це живородна акула. Самиця народжує 2 акуленят завдовжки 29 см.
Для людини небезпеки не становить.

## Розповсюдження
Представлена окремими ареалами в Перській затоці біля Ірану, Катару, Оману, ОАЕ, Саудівської Аравії, також присутня біля узбережжя Пакистану, Індії, Шрі-Ланки.